# 俞载道
俞载道（1920年—2013年），男，汉族，浙江奉化人，中国结构理论专家，曾任同济大学教授、博士生导师。